# Olimpíada Internacional de Química
A Olimpíada Internacional de Química (International Chemistry Olympiad ou simplesmente IChO) é uma olimpíada de química que ocorre anualmente em local (país) itinerante e é destinada a alunos do ensino médio.
A primeira edição deste evento ocorreu em 1968, na cidade de Praga, República Tcheca , extinta Checoslovaquia, contando com a participação de apenas 3 países. Desde então, o único ano em que a competição não se realizou foi em 1971.  A edição de 2018, comemorativa de 50 anos do evento, será a primeira realizada com duas sedes, em Bratislava, Eslováquia, e Praga, República Checa.
Cada delegação é representada por até quatro estudantes e dois professores acompanhantes.

## Provas
A avaliação é composta por uma prova teórica e uma prova prática. Cabe ao Comitê Organizador Local elaborar a avaliação, sujeita à aprovação do Júri Internacional. As provas se baseiam em uma lista de problemas preparatórios, publicadas pelo Comitê Organizador cerca de 6 meses antes do evento.
As provas, cuja duração pode atingir até 5 horas cada, devem ser previamente traduzidas pelos líderes nacionais, de modo que cada estudante realize a avaliação na sua língua materna.

## Premiação
Após a correção das provas e a revisão das notas, é elaborado um ranking baseado na nota total obtida por cada estudante, considerando peso de 60% para a prova teórica e 40% para a experimental.
Em média, são conferidas medalhas de ouro aos alunos que estiverem entre os 10% melhores, medalhas de prata aos que estiverem entre os 20% seguintes e de bronze aos 30% subsequentes, analogamente ao critério de premiação da Olimpíada Internacional Júnior de Ciências (IJSO).
Além disso, são conferidos prêmios especiais ao estudante com melhor desempenho global, ao com melhor nota na prova experimental e àquele com melhor aproveitamento na prova teórica.

## Seleção para a IChO
O método de seleção para a IChO varia de país para país. No Brasil a seleção é realizada a partir da Olimpíada Brasileira de Química e em Portugal nas "Olimpíadas de Química +" organizadas pela Sociedade Portuguesa de Química.

## Participação do Brasil
A delegação que representa o Brasil na IChO é selecionada a partir da Olimpíada Brasileira de Química. O Brasil começou a disputar essa olimpíada com competidores a partir de 1999 com grande participação de estudantes cearenses, sendo, às vezes, formada a delegação que representa o Brasil apenas por estudantes do Ceará ou suas redondezas, como aconteceu na 49th International Chemistry Olympiad onde todos os estudantes vieram de Fortaleza. Na última década, a participação de estudantes paulistas tornou-se, também, recorrente. O melhor resultado brasileiro foi obtido em 2018, com duas medalhas de ouro, uma medalha de prata e uma de bronze.

### Tabela de resultados brasileiros (medalhas e menções honrosas)
| Ano   | País                   | Ouro | Prata | Bronze | M.H. |
| ----- | ---------------------- | ---- | ----- | ------ | ---- |
| 1999  | Tailândia              | —    | —     | —      | —    |
| 2000  | Dinamarca              | –    | —     | —      | 1    |
| 2001  | Índia                  | –    | —     | —      | —    |
| 2002  | Holanda                | —    | —     | 2      | 2    |
| 2003  | Grécia                 | —    | —     | 1      | 2    |
| 2004  | Alemanha               | —    | —     | —      | 1    |
| 2005  | Taiwan                 | —    | —     | 1      | —    |
| 2006  | Coreia do Sul          | —    | —     | 3      | —    |
| 2007  | Rússia                 | —    | 1     | 2      | —    |
| 2008  | Hungria                | —    | 1     | 3      | —    |
| 2009  | Inglaterra             | —    | 1     | 2      | —    |
| 2010  | Japão                  | —    | 1     | 3      | —    |
| 2011  | Turquia                | —    | 1     | 2      | —    |
| 2012  | Estados Unidos         | —    | 1     | 3      | —    |
| 2013  | Rússia                 | —    | —     | 4      | —    |
| 2014  | Vietnã                 | —    | —     | 3      | —    |
| 2015  | Azerbaijão             | —    | 1     | 2      | —    |
| 2016  | Geórgia                | —    | 2     | 2      | —    |
| 2017  | Tailândia              | —    | 3     | 1      | —    |
| 2018  | Tchéquia e Eslováquia  | 2    | 1     | 1      | —    |
| 2019  | França                 | —    | 2     | 2      | —    |
| 2020  | Turquia                | —    | 1     | 3      | —    |
| 2021  | Japão                  | —    | 1     | 3      | —    |
| 2022  | China                  | —    | —     | 3      | 1    |
| 2023  | Suíça                  | —    | 3     | 1      | —    |
| 2024  | Arábia Saudita         | 1    | 2     | 1      | —    |
| 2025  | Emirados Árabes Unidos | —    | 1     | 3      | —    |
| TOTAL | TOTAL                  | 3    | 23    | 51     | 7    |

A maior posição já ocupada por um olímpico brasileiro no ranking da IChO foi a de 6° lugar geral, do medalhista de ouro Lucas Nogueira Gilioti Loes, na 56ª IChO, que ocorreu na Arábia Saudita.

## Sedes da IChO
| №  | País                   | Ano  |
| -- | ---------------------- | ---- |
| 1  | Tchéquia               | 1968 |
| 2  | Polônia                | 1969 |
| 3  | Hungria                | 1970 |
| 4  | Rússia                 | 1972 |
| 5  | Bulgária               | 1973 |
| 6  | Romênia                | 1974 |
| 7  | Hungria                | 1975 |
| 8  | Alemanha               | 1976 |
| 9  | Eslováquia             | 1977 |
| 10 | Polônia                | 1978 |
| 11 | Rússia                 | 1979 |
| 12 | Áustria                | 1980 |
| 13 | Bulgária               | 1981 |
| 14 | Suécia                 | 1982 |
| 15 | Romênia                | 1983 |
| 16 | Alemanha               | 1984 |
| 17 | Eslováquia             | 1985 |
| 18 | Holanda                | 1986 |
| 19 | Hungria                | 1987 |
| 20 | Finlândia              | 1988 |
| 21 | Alemanha               | 1989 |
| 22 | França                 | 1990 |
| 23 | Polônia                | 1991 |
| 24 | Estados Unidos         | 1992 |
| 25 | Itália                 | 1993 |
| 26 | Noruega                | 1994 |
| 27 | China                  | 1995 |
| 28 | Rússia                 | 1996 |
| 29 | Canadá                 | 1997 |
| 30 | Austrália              | 1998 |
| 31 | Tailândia              | 1999 |
| 32 | Dinamarca              | 2000 |
| 33 | Índia                  | 2001 |
| 34 | Holanda                | 2002 |
| 35 | Grécia                 | 2003 |
| 36 | Alemanha               | 2004 |
| 37 | Taiwan                 | 2005 |
| 38 | Coreia do Sul          | 2006 |
| 39 | Rússia                 | 2007 |
| 40 | Hungria                | 2008 |
| 41 | Inglaterra             | 2009 |
| 42 | Japão                  | 2010 |
| 43 | Turquia                | 2011 |
| 44 | Estados Unidos         | 2012 |
| 45 | Rússia                 | 2013 |
| 46 | Vietnã                 | 2014 |
| 47 | Azerbaijão             | 2015 |
| 48 | Geórgia                | 2016 |
| 49 | Tailândia              | 2017 |
| 50 | Tchéquia e Eslováquia  | 2018 |
| 51 | França                 | 2019 |
| 52 | Turquia                | 2020 |
| 53 | Japão                  | 2021 |
| 54 | China                  | 2022 |
| 55 | Suíça                  | 2023 |
| 56 | Arábia Saudita         | 2024 |
| 57 | Emirados Árabes Unidos | 2025 |